# Exenterus gibbus
Exenterus gibbus là một loài tò vò trong họ Ichneumonidae.